# Mount Denholm
Mount Denholm är ett berg i Antarktis. Det ligger i Östantarktis. Australien gör anspråk på området. Toppen på Mount Denholm är 968 meter över havet.
Terrängen runt Mount Denholm är platt åt sydost, men åt nordväst är den kuperad. Trakten är obefolkad. Det finns inga samhällen i närheten.